# Ganbaataryn Odbayar
Ganbaataryn Odbayar (Ulán Bator, 20 de agosto de 1989) es un deportista mongol que compite en judo.
Ganó una medalla en el Campeonato Mundial de Judo de 2017, y dos medallas en el Campeonato Asiático de Judo en los años 2015 y 2017. En los Juegos Asiáticos de 2014 consiguió una medalla de plata.

## Palmarés internacional
| Campeonato Mundial  | Campeonato Mundial      | Campeonato Mundial | Campeonato Mundial |
| Año                 | Lugar                   | Medalla            | Categoría          |
| ------------------- | ----------------------- | ------------------ | ------------------ |
| 2017                | Budapest (Hungría)      | Medalla de bronce  | –73 kg             |
| Juegos Asiáticos    |                         |                    |                    |
| Año                 | Lugar                   | Medalla            | Categoría          |
| 2014                | Incheon (Corea del Sur) | Medalla de plata   | –73 kg             |
| Campeonato Asiático |                         |                    |                    |
| Año                 | Lugar                   | Medalla            | Categoría          |
| 2015                | Kuwait (Kuwait)         | Medalla de bronce  | –73 kg             |
| 2017                | Hong Kong (China)       | Medalla de plata   | –73 kg             |